# Vana-Vastseliina
Vana-Vastseliina (Duits: Schloß Neuhausen of Neuhausen-Schloß) is een plaats in de Estlandse gemeente Võru vald, provincie Võrumaa. De plaats telt 147 inwoners (2021) en heeft de status van dorp (Estisch: küla).
Tot in oktober 2017 hoorde Vana-Vastseliina bij de gemeente Vastseliina. In die maand werd Vastseliina bij de gemeente Võru vald gevoegd.
Vana-Vastseliina ligt aan de rivier Piusa, ten oosten van de vlek Vastseliina.

## Geschiedenis
In het midden van de 14e eeuw liet Burchard von Dreileben, landmeester van de Lijflandse Orde, bij het huidige Vana-Vastseliina een burcht bouwen, die de naam Frouwenborch (‘Vrouwenburcht’) kreeg. De burcht kwam gereed in 1342. Het kasteel van Marienburg (nu het Letse Alūksne), dat ook vernoemd is naar Onze Lieve Vrouwe, dateert uit hetzelfde jaar. In de omgeving werd de burcht al gauw ‘dat nie hus’ (‘het nieuwe huis’) genoemd, ter onderscheid van het ‘oude huis’, de burcht Kirrumpäh (Kirumpää), die al in 1322 bestond. Vandaar de Duitse naam Neuhausen voor Vastseliina en Vana-Vastseliina. De burcht lag vlak bij de grens met de Republiek Pskov, die in Izborsk al een sterke vesting had, en was bedoeld om het prinsbisdom Dorpat tegen Russische aanvallen te beschermen. Daarom wordt de burcht ook wel Bisschopsburcht (Duits: Bischofsburg, Estisch: Piiskopilinnus) genoemd. In tijden van vrede was de burcht een centrum van handel met de Russen.
In 1381 vond volgens een legende het ‘wonder van Neuhausen’ plaats. In dat jaar zou de grootvorst van Moskou met zijn troepen de burcht hebben belegerd. De burcht dreigde in handen van de vijand te vallen, toen de commandant van de burcht na een gebed in de slotkapel pijl en boog pakte en door een raam op goed geluk een pijl afschoot in de richting van de Russen. De pijl trof de grootvorst en de Russen braken het beleg op en vertrokken diep bedroefd met het lijk richting Moskou. Hoewel in de slotkapel inderdaad een boog werd bewaard, kan de legende niet waar zijn. In 1381 heerste vrede tussen de Russische staten en het prinsbisdom en de toenmalige grootvorst van Moskou, Dmitri Donskoj, is nooit in Lijfland geweest. Dat Neuhausen, trouwens al eerder, in 1354, tot bedevaartsoord was uitgeroepen, had een andere reden. In 1353 waren in de slotkapel witte gedaanten waargenomen die een kruis dat stevig aan de muur bevestigd was geweest, naar het altaar droegen. Kort daarna klonk in de kapel geheimzinnige muziek, stond het kruis ineens midden op het altaar en gingen kaarsen uit zichzelf branden. Paus Innocentius VI erkende deze gebeurtenissen als wonderen. Bezoekers aan de slotkapel kregen zelfs een aflaat. In 1432 bevestigde paus Eugenius IV de aflaat nog eens. Het kruis van de kapel stond centraal bij de bedevaarten. In de 15e eeuw werd de burcht uitgebreid met twee kanontorens. Aan een van die torens was ook een kruis ingemetseld. In het Lets (de taalgrens tussen Estisch en Lets ligt ca. 25 km ten zuiden van de burcht) heette de burcht Krustapils (‘Kruisburcht’).
Tussen 1558 en 1582, tijdens de Lijflandse Oorlog, was de burcht tijdelijk in Russische handen. In 1582 veroverden de Polen, de nieuwe heersers over Lijfland, de burcht. In 1702 werd de burcht door Russische troepen vernield tijdens de Grote Noordse Oorlog (1700-1721). De ruïnes van de burcht zijn bewaard gebleven.
Binnen een omheining rond de burcht ontstond al spoedig een nederzetting, die in 1367 voor het eerst in een document werd genoemd. Rond die tijd ontstond ook een landgoed Neuhausen, dat oorspronkelijk rechtstreeks onder de bisschop van Dorpat viel. Tijdens de Russische bezetting in 1561 werd het aan het klooster in Petsjory gegeven. In de tijd van het Hertogdom Lijfland behoorde het landgoed toe aan de starostwo Neuhausen. Na 1629, toen het gebied onder Zweeds Lijfland viel, was het landgoed eerst privébezit. Tussen 1681 en 1766 was het een kroondomein van de koning van Zweden. In 1766 werd het verkocht aan Carl von Liphart. De familie von Liphart liet wel enkele gebouwen neerzetten, maar geen landhuis. De familie bezat ook het landgoed Raadi. Vanuit het landhuis van dat landgoed (sinds de Tweede Wereldoorlog een ruïne, die in de wijk Raadi-Kruusamäe van Tartu ligt) werd ook Neuhausen bestuurd. In 1920 werd het landgoed door het onafhankelijk geworden Estland onteigend. Reinhold von Liphart was de laatste eigenaar. De gebouwen die de familie von Liphart in Neuhausen liet neerzetten, zijn grotendeels verwoest bij een brand in 1926.
De Estische naam Vastseliina is een Zuidestische vertaling van de Duitse naam Neuhausen. In de tweede helft van de 19e eeuw ontstond op een afstand van 5 km van de burcht een nederzetting. Die ontwikkelde zich tot de vlek Vastseliina. Die status van vlek (Estisch: alevik) kreeg ze in 1949, toen ze snel begon te groeien. De nederzetting bij de burcht werd Vastseliina asundus genoemd ter onderscheid van Vastseliina alevik. Tussen 1977 en 1997 droeg ze de naam Vahtseliina, in 1997 werd ze even Vastseliina küla (‘dorp Vastseliina’) genoemd en in 1998 werd gekozen voor Vana-Vastseliina (‘oud-Vastseliina’).

## Herberg
De herberg van Neuhausen (Estisch: Piiri kõrts) ligt in de nabijheid van de burcht. Het gebouw dateert van de eerste helft van de 19e eeuw en fungeerde ook als poststation. De ingang ligt achter een portaal met vijf zuilen. Het gebouw is in gebruik als bezoekerscentrum voor de burchtruïne met een expositie over de geschiedenis van de burcht. Ook een restaurant is in de herberg gevestigd.
Bij de herberg ligt een voormalige smederij, die net als de herberg op de monumentenlijst staat.

## Foto's

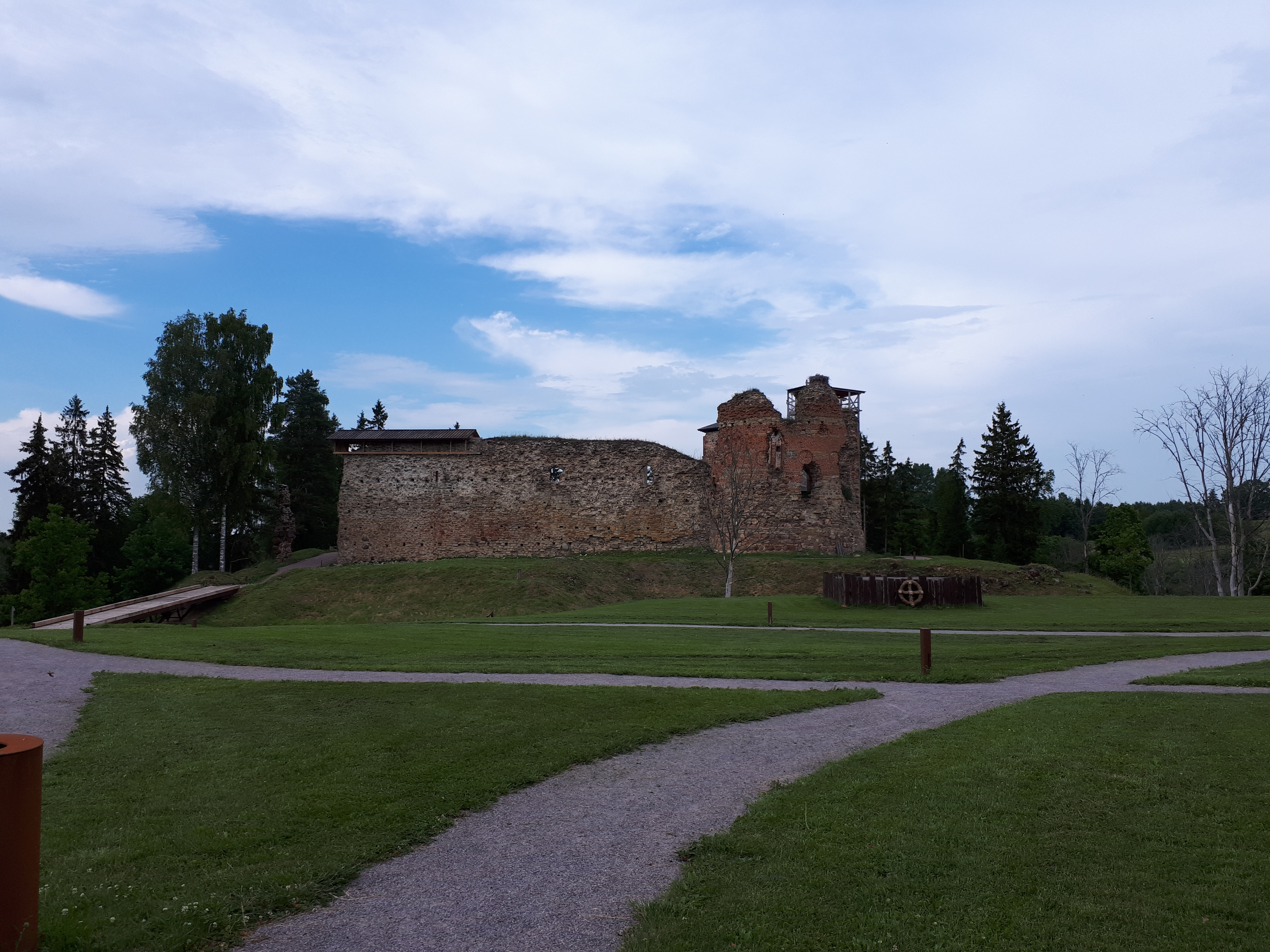
De ruïne van de burcht anno 2019
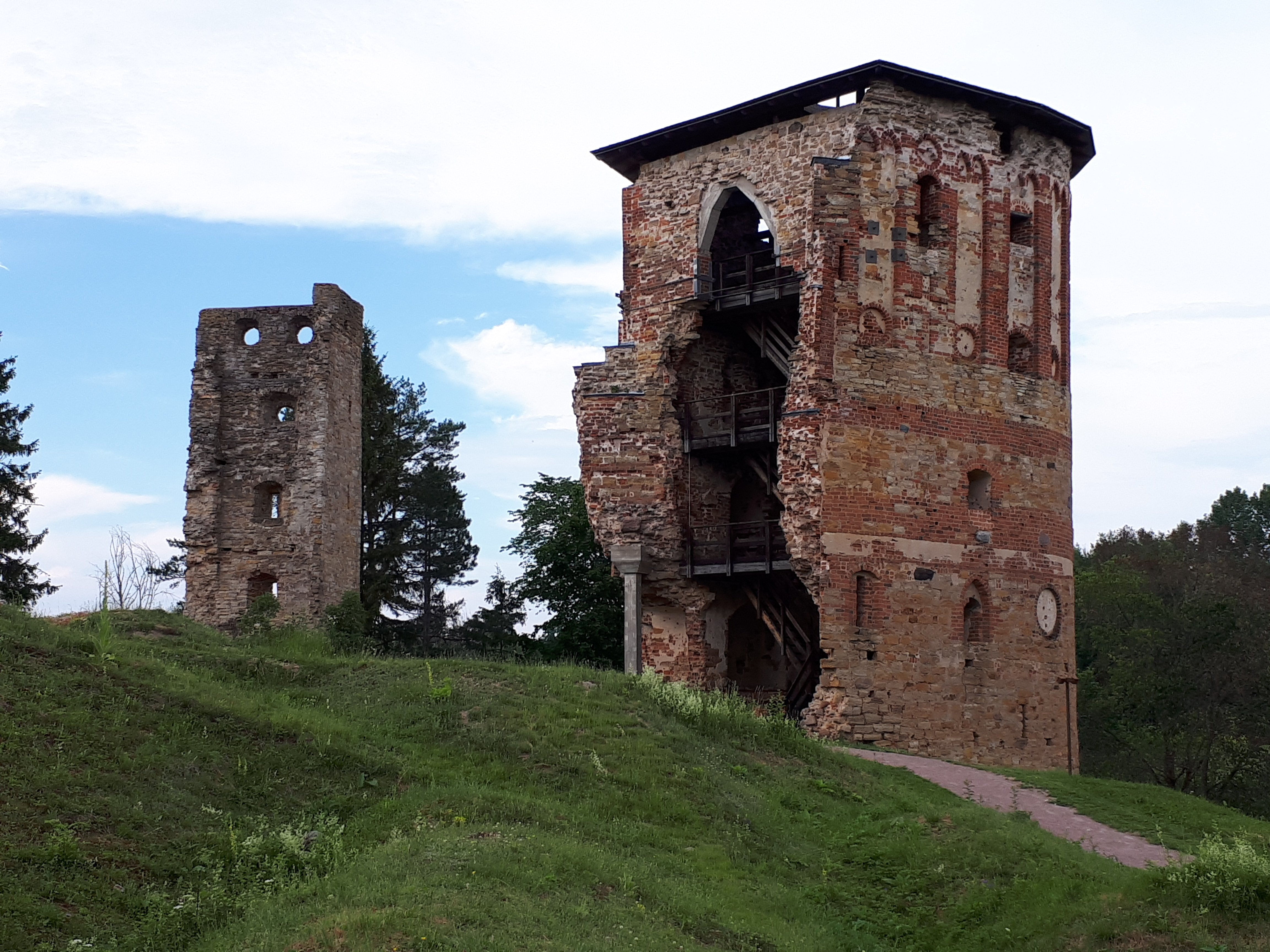
Restant van de torens
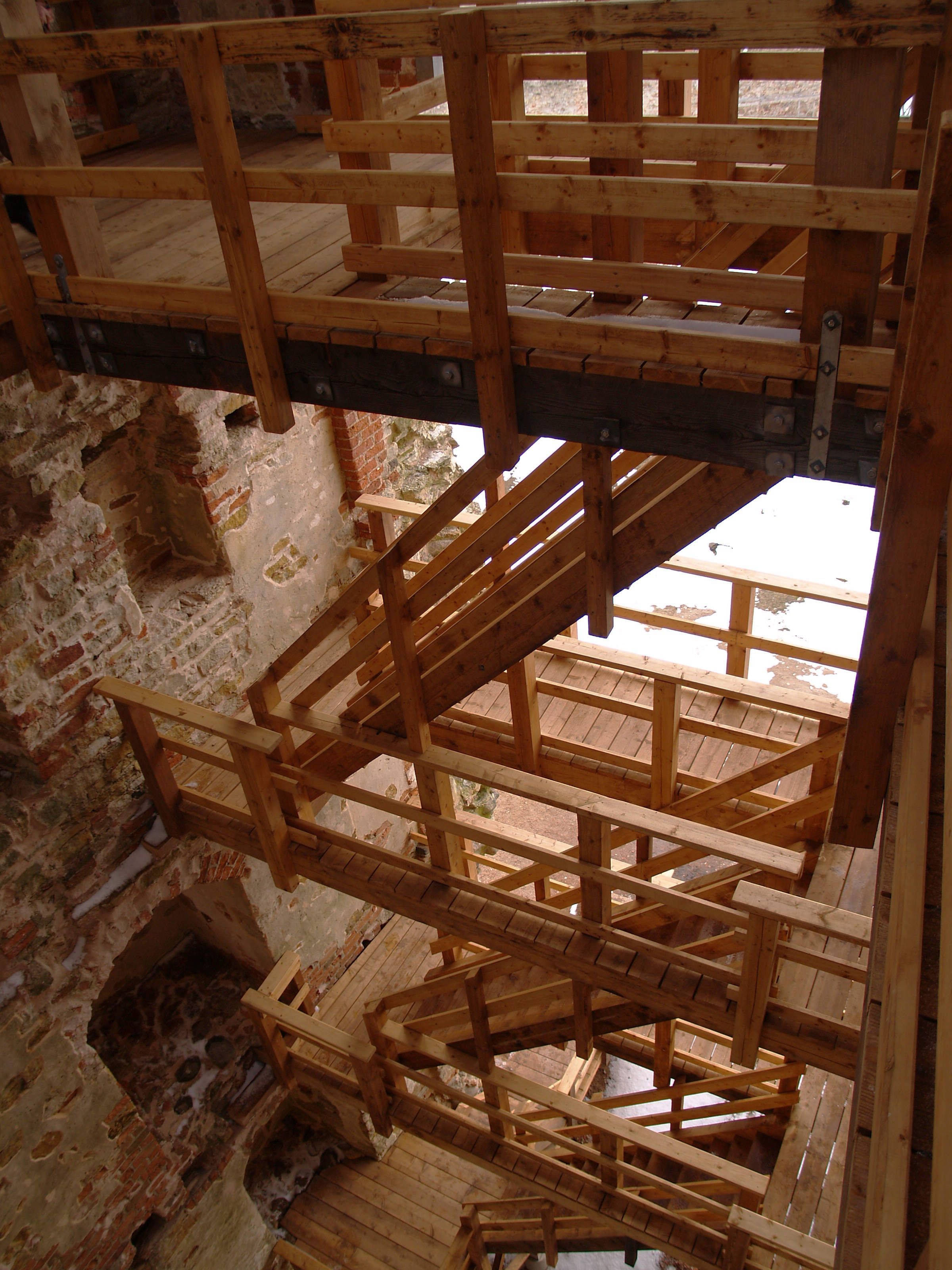
Gereconstrueerd trappenhuis in een van de torens
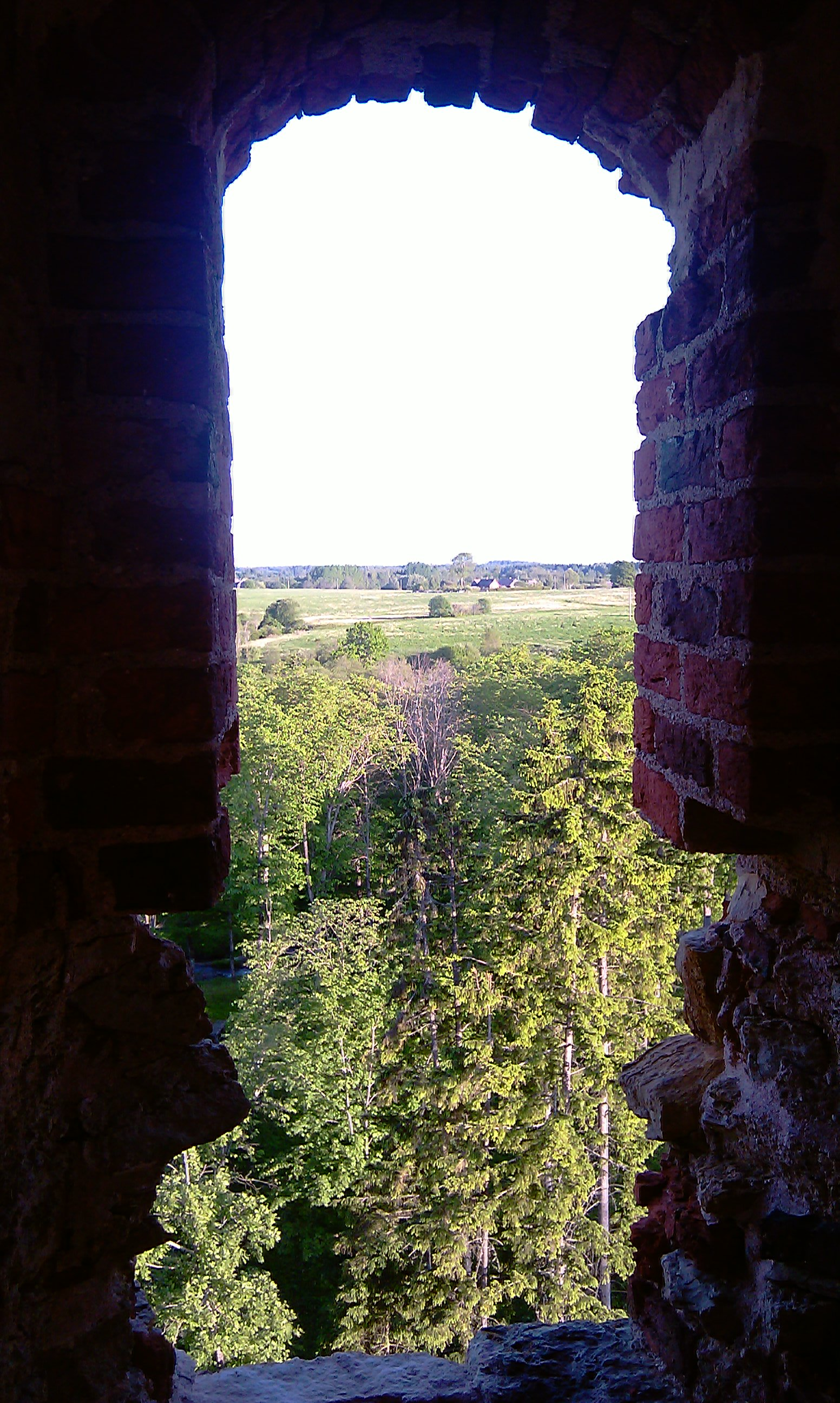
Uitzicht vanuit de ruïne
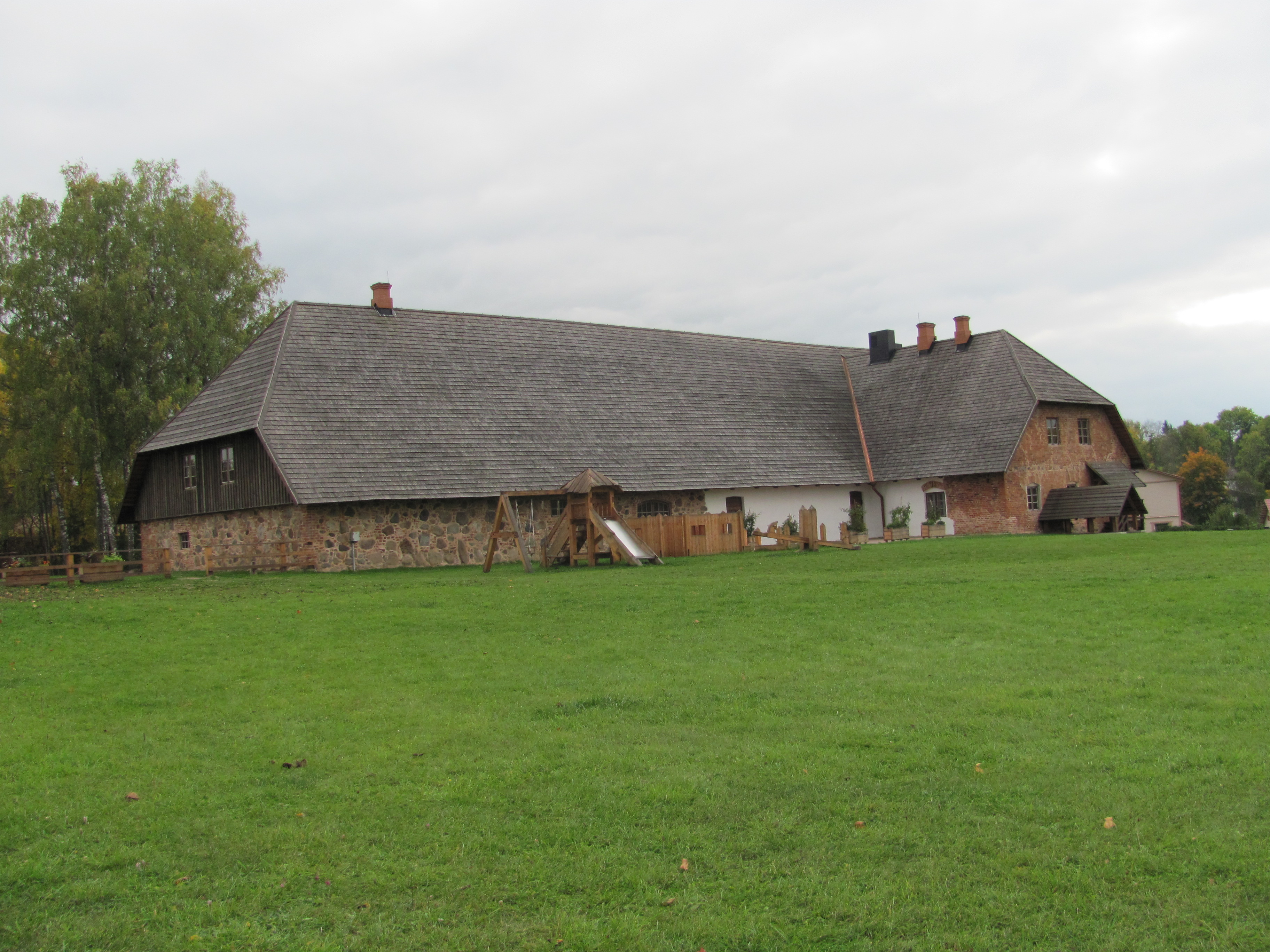
De herberg
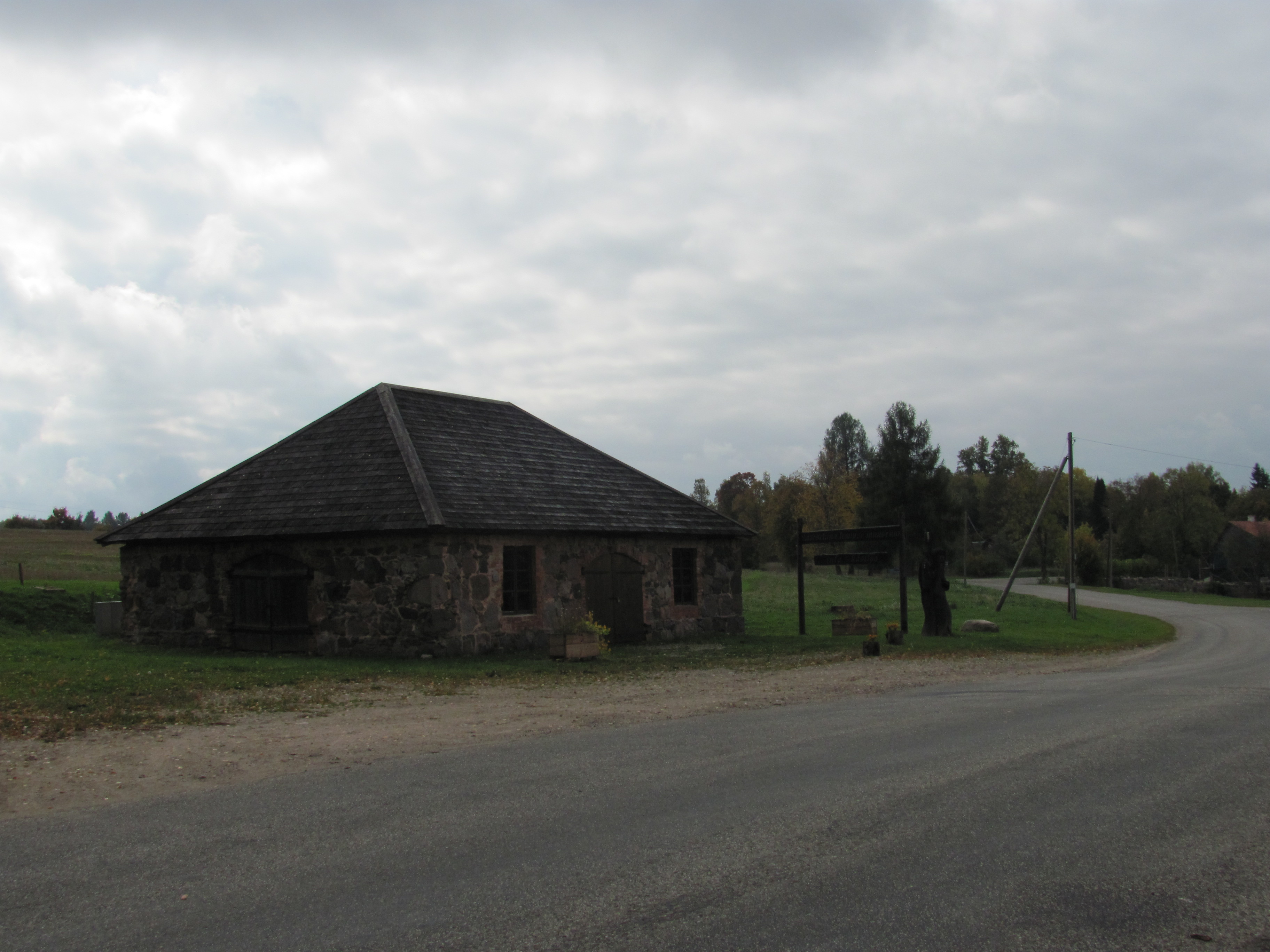
Smidse